# Alan Hodgkinson
Pour les articles homonymes, voir Hodgkinson.
Alan Hodgkinson, né le 16 août 1936 à Maltby (Angleterre) et mort le 8 décembre 2015, est un footballeur anglais, qui évoluait au poste de gardien de but à Sheffield United et en équipe d'Angleterre où il est sélectionné à cinq reprises entre 1957 et 1960.

## Carrière
- 1954-1971 : Sheffield United

## Palmarès

### En équipe nationale
- 5 sélections et 0 but avec l'équipe d'Angleterre entre 1957 et 1960.

### Avec Sheffield United
- Vice-champion du championnat d'Angleterre de football D2 en 1961 et 1971.